# 王振宁
王振宁，中国医科大学副校长、党委常委，中国医科大学附属第一医院胃肠肿瘤外科主任，中华人民共和国教育部长江学者特聘教授，主要从事胃肠肿瘤精准诊疗研究。

## 荣誉
- 中组部国家高层次人才特殊支持计划（万人计划）领军人才
- 长江学者特聘教授